# 村井容子
村井 容子（むらい ようこ- ）は、神奈川県出身のタレント・モデル。JMO所属。

## 人物
- 趣味：妖怪研究、歌、絵を描くこと、海岸散歩。
- 特技：オカリナ、外郎売り。

## 出演

### TV
- ラーメンWalker TV #7、9、11、15、16、25、26（フジテレビONE・TWO、2011年）
- う・ら・ら（CC9ケーブルテレビ、2011年）
- 指原24時間テレビ ブー子は地球を救う（CSテレ朝チャンネル1、2014年5月29日)

### 映画
- ドラッグストア・ガール（2004年、松竹）

### TV-CM
- 花王リセッシュ（2009年7月～）
- NTT DoCoMo（2010年5月～） カフェ店員役
- P&G レノアハピネス（2010年8月～）
- 好日山荘（2012年8月～）
- セガトイズ おしゃべりいっぱい！タッチであそぼ！アンパンマンはじめてEnglish（2013年9月～）
- スタジオアリス（2015年～）

### 雑誌
- ネイルUP! 別冊 DECOリメイクコーディネート（2009年3月）
- フジテレビ めざましマガジン（めざマガダーツサークルメンバー、2009年3月）
- 東京ウォーカー（角川マーケティング、2010年～）
- クーポンランド サイファ（2010年～）
- 月刊日本カメラ（日本カメラ社、2011年8月号）

### グラフィック
- ファーエンドテクノロジー イメージガール（2014年10月～）[1]

### WEB
- オリンパス ファッションサイト（2010年7月～）
- コナミスポーツクラブ　新バイオメトリクス（2013年3月～）
- 再春館製薬所　ドモホルンリンクル　白雪姫さん篇（2016年3月～）

### カタログ
- マイプレシャス（2012年～）

### イベント
- 資生堂 メイクアップアーティスト公開メイク（2006年8月、メインモデル）